# Panos Kiamos
Panos Kiamos (griechisch Πάνος Κιάμος, * 4. Oktober 1975 in Athen) ist ein griechischer Pop-Sänger.

## Leben und Karriere
1994 nach dem Abitur am Lykio, der griechischen Oberschule, begann er, sich mit dem Singen zu beschäftigen. Statt ursprünglicher Pläne, ein Medizinstudium zu beginnen, lernte er Gitarre und Musiktheorie.
Im Jahr 1998 veröffentlichte er sein erstes Album Enas erotas latria ke ananki. Der Titel Trelos gia sena (Τρελός για σένα, "Verrückt nach dir") war dabei besonders erfolgreich.
Seit 2005 ist Panos Kiamos einer der bekanntesten Sänger Griechenlands.
Der im Jahr 2010 veröffentlichte Song Sfiriksa Ki Elikses wurde zwei Jahre später vom türkischen Sänger Emir erfolgreich gecovert (siehe Makina). Der Song Ante Na Min Trelatho wurde im Jahr 2015 von der türkischen Sängerin Güliz Ayla unter dem Titel Bahsetmem Lazım gecovert.

## Diskografie

### Alben
- 1998: Enas erotas latria ke ananki (΄Ενας έρωτας λατρεία και ανάγκη, Eine Liebe, Vergötterung und Notwendigkeit)
- 1999: Den ise moni (Δεν είσαι μόνη, Du bist nicht allein)
- 2000: Tu erota fengária (Του έρωτα φεγγάρια, Die Monde der Liebe)
- 2002: Tis Nichtas óniro (Της νύχτας όνειρο, Der Traum der Nächte)
- 2003: To gelio su klei (Το γέλιο σου κλαίει, Dein Lächeln weint)
- 2005: Ise Pantú (Είσαι παντού, Du bist überall) (GR: Gold)[1]
- 2005: Horis Nero Mporo (Χωρίς Νερό Μπορώ)
- 2006: Mónima Erotevménos (Μόνιμα ερωτευμένος, Ständig Verliebt)
- 2007: Girna se mena (Γύρνα σε μένα, Kehr zu mir zurück)
- 2008: Gia agapi etimasu (Γιά αγάπη ετοιμάσου, Bereite dich auf die Liebe)
- 2010: Tha Ziso Gia Mena (Θα ζήσω για μένα)
- 2011: Olokainourgios (Ολοκαίνουργιος)
- 2012: Krystalla (Κρύσταλλα)
- 2013: Den thelo epafi (Δεν θέλω επαφή)
- 2015: Apo Asteri Se Asteri (Από Αστέρι Σε Αστέρι)
- 2018: Panos Kiamos (Πάνος Κιάμος)
- 2023: Echo Kati Na Sou Po (Εχω κάτι να σου πω)

### Livealben
- 2004: Panos Kiamos Live (GR: Gold)[2]
- 2009: I dikes mas níchtes Live (Οι δήκες μας νυχτες Live, Unsere gemeinsamen Nächte)

### Singles (Auswahl)
| - 2000: Tha Me Zitas (mit Sophia Vossou) - 2005: San Tainia Palia - 2006: Pino Pino - 2007: Gyrna Se Mena - 2008: Apopse Fora Ta Kala Sou - 2010: Sfiriksa Ki Elikses - 2011: Apo Deftera - 2011: Olokainourgios - 2011: Ante Na Min Trelatho - 2011: Se De Ntrepesai (Original: Murat Başaran – Sana Ölürüm) - 2012: Fotia Me Fotia (Original: Azis – Sen Trope) - 2013: Skotoneis - 2013: De Mou Pernas - 2015: Trelokomeio - 2015: Apo Asteri Se Asteri | - 2015: Sto Poto - 2017: Sto Ftero - 2018: Taseis Figis - 2018: Skandalo (Mi Mi Mi...) - 2018: Thelo Na Se Xanado / Mi Gna (mit Super Sako & Bo) - 2020: Tha Perasei - 2020: Dio Metra Ouranos - 2020: Eipa Ki Ego - 2021: Sta Chirotera (mit Anastasios Rammos) - 2021: Ipervoles - 2022: Na Tragoudo Pos S’ Agapao - 2022: De Se Vlepo (Apopse Vazo Terma) (mit Oge) - 2023: Ipofero (mit Monsieur Zeraw) - 2023: Mia Mikri Zimia - 2024: Shik Shak Shock (mit Andreas Habibi & Takinio) |